# Salgueiro Maia
Fernando José Salgueiro Maia, noto semplicemente come Salgueiro Maia (Castelo de Vide, 1º luglio 1944 – Santarém, 4 aprile 1992), è stato un militare portoghese che, durante la Rivoluzione dei garofani, diede un decisivo contributo al rovesciamento del regime dittatoriale esistente.

## Biografia
Salgueiro Maia entrò all'Accademia Militare di Lisbona nel 1964; nel 1966 entrò alla Scuola di Cavalleria. Diventato ufficiale dell'Esercito, partecipò alla Guerra coloniale portoghese e fu inviato nel 1968 in Mozambico. Promosso tenente e poi capitano, fu mandato nel 1970 nella Guinea-Bissau.

### Durante la Rivoluzione dei Garofani
Tornato in Portogallo nel 1973, fu incaricato dell'addestramento dei sottufficiali presso la "Escola Prática de Cavalaria" di Santarém. Aderì al Movimento delle Forze Armate ed entrò a far parte del comitato di coordinamento del Movimento come delegato dell'Arma di Cavalleria. Informato dei piani per abbattere il regime autoritario dell'Estado Novo che governava il Portogallo da mezzo secolo, assicurò la sua partecipazione alle operazioni.
Al momento del segnale convenuto per l'avvio delle operazioni (la canzone di José Afonso proibita dal regime Grândola, Vila Morena, trasmessa alla radio), prese le armi insieme ai suoi cadetti e si unì alle forze ribelli dell'MFA dopo aver arrestato i propri superiori.

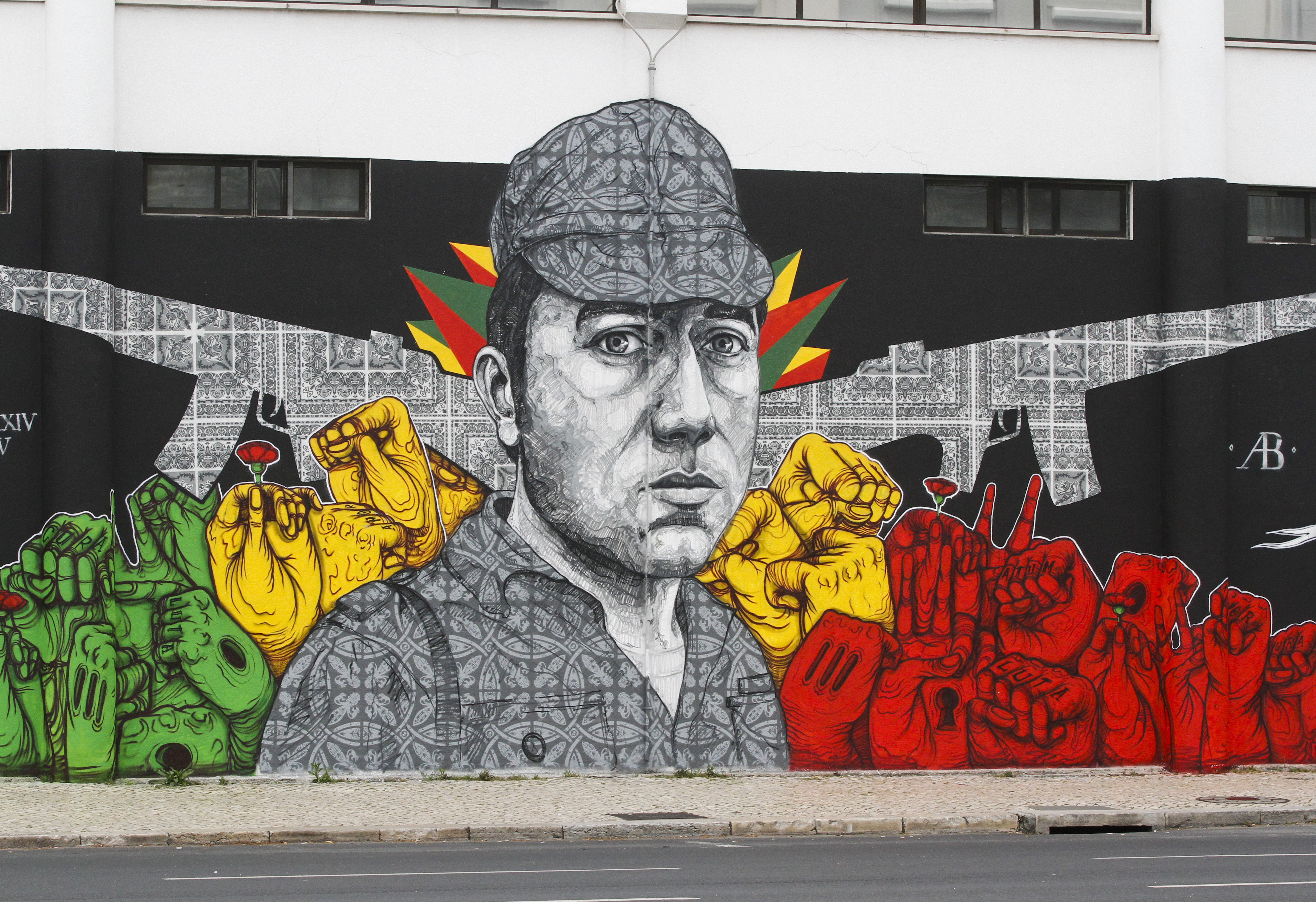
Graffito su un muro di Lisbona raffigurante Salgueiro Maia

In seguito si diresse verso Lisbona e qui prima pose sotto assedio le sedi istituzionali nel quartiere Terreiro do Paço, poi su ordine del comando dell'MFA, il quartier generale della Guarda Nacional Republicana a Carmo, dove si trovavano il Primo ministro Marcello Caetano ed altri alti funzionari di regime.
È accreditato per aver evitato spargimenti di sangue (le uniche vittime del colpo di Stato furono 4 civili uccisi dalla polizia politica fedele al governo), riuscendo comunque a convincere le forze lealiste a passare dalla parte dei ribelli ed infine ad ottenere la resa di Caetano.

### Dopo la Rivoluzione
Dopo la Rivoluzione, Salgueiro Maia non volle assumere alcun incarico politico. Alla fine del 1975 fu trasferito nelle Azzorre. Tornò a Santarém nel 1979, assumendo il comando del Presídio Militar de Santa Margarida. Nel 1981 fu promosso al grado di maggiore. Nel 1984 tornò a prestare servizio alla "Escola Prática de Cavalaria".
Salgueiro Maia adottò due bambini.
Nel 1989 gli fu diagnosticato un cancro che, dopo una lunga sofferenza e diverse operazioni chirurgiche, lo portò alla morte il 4 aprile 1992, a soli 47 anni di età.